# 滇南翅子瓜
滇南翅子瓜（学名：Zanonia indica var. pubescens）为葫芦科翅子瓜属下的一个变种。